# Pieni Riihijärvi (sjö i Leppävirta, Norra Savolax)
Pieni Riihijärvi är en sjö i kommunen Leppävirta i landskapet Norra Savolax i Finland. Den är 0,5 meter djup. Arean är 9 hektar och strandlinjen är 1,51 kilometer lång.  Den  ingår i Vuoksens huvudavrinningsområde.  Sjön ligger omkring 52 kilometer söder om Kuopio och omkring 300 kilometer nordöst om Helsingfors. 
I sjön finns ön Hermonsaari. Pieni Riihijärvi ligger söder om Riihijärvi och Soitukka. 